# Livio Vacchini

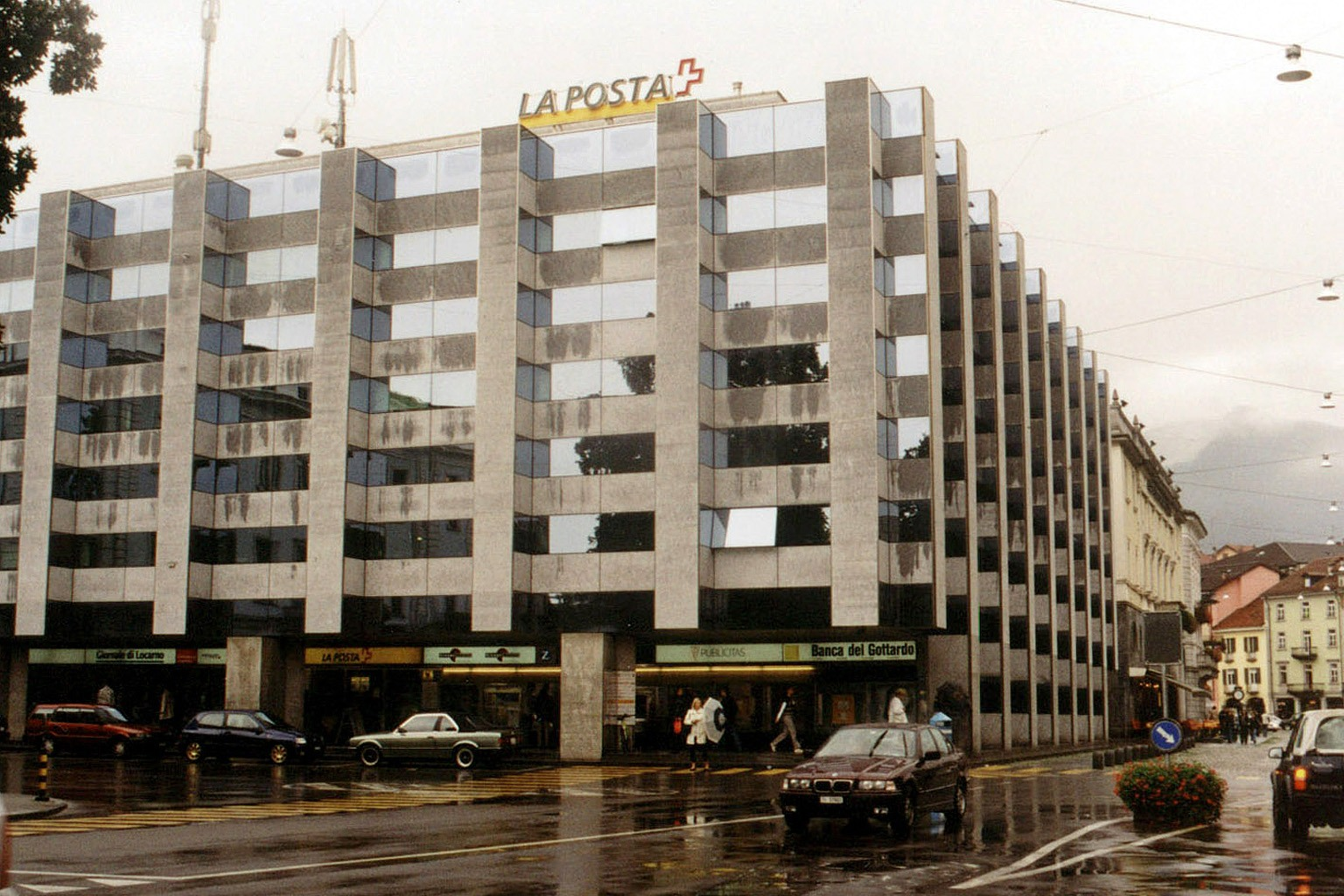
Poczta w Locarno, 1990−1995

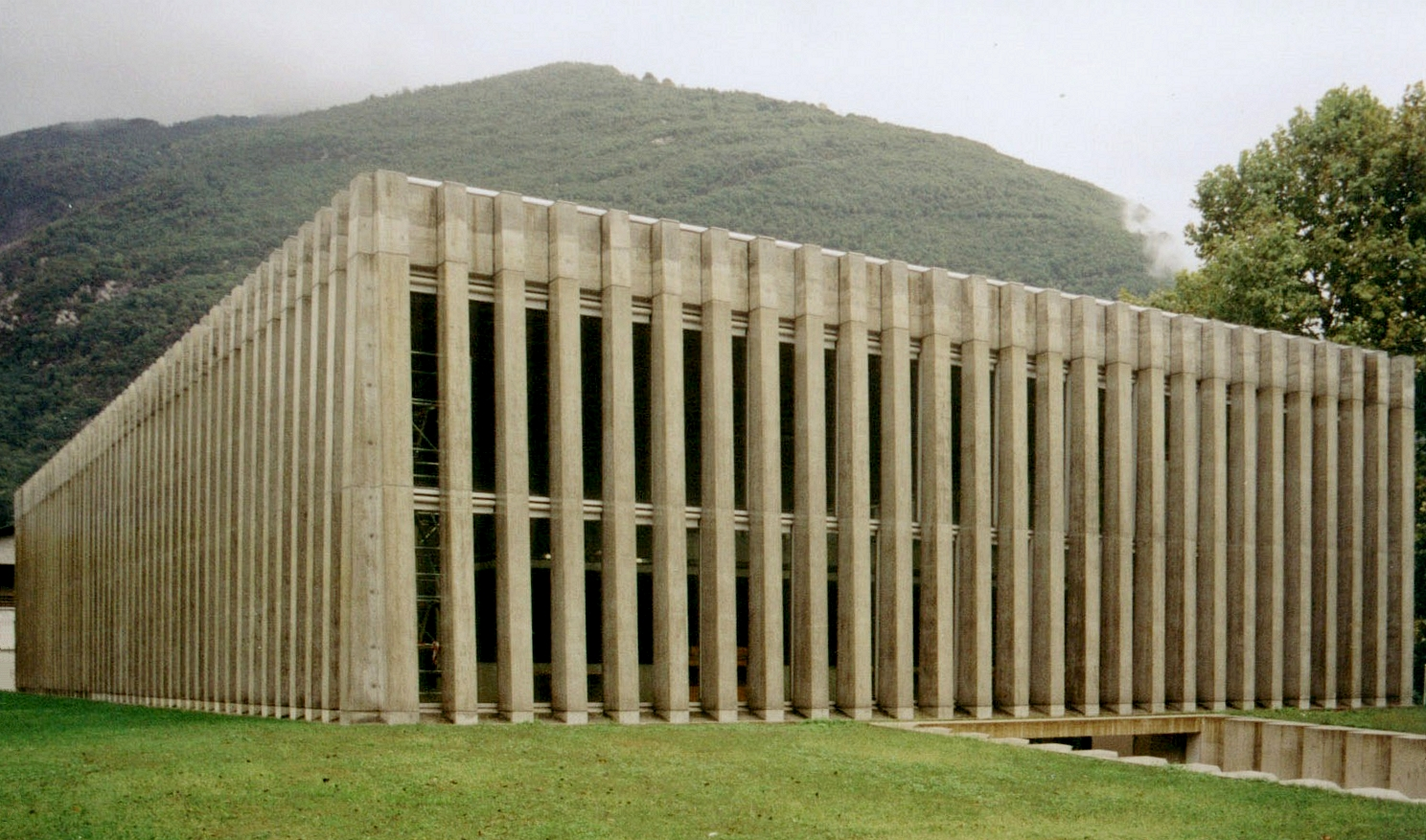
Palestra w Losone, 1995−1997

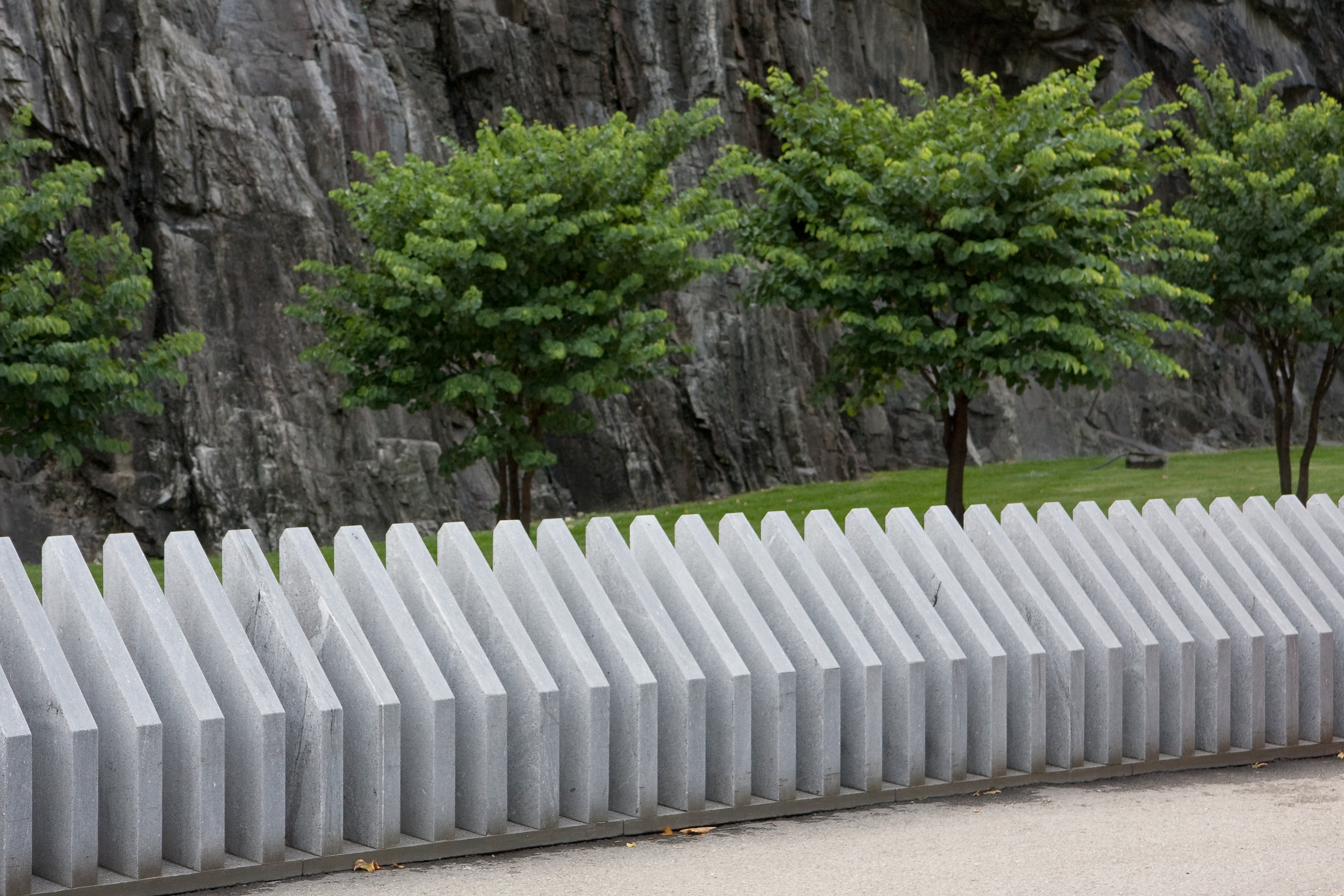
Piazza del Sole w Bellinzonie, 1981−1998

Livio Vacchini (ur. 27 lutego 1933 w Locarno, zm. 2 kwietnia 2007 w Bazylei) – szwajcarski architekt, w 1997 laureat Nagrody Beton 97, w 2005 laureat europejskiej nagrody konstrukcji stalowych oraz nagrody SF RDS i Hochparterre Die Besten '03 za budynek La Ferriera w Locarno.

## Życiorys
Przedstawiciel neomodernistycznego minimalizmu we współczesnej architekturze. Jeden z czterech architektów tesyńskich określanych mianem „czterech muszkieterów” (Snozzi, Vacchini, Galfetti i Botta), współtworzących fenomen w architekturze europejskiej końca XX wieku, zwany „szkołą tesyńską”.
Dyplom architekta uzyskał na Politechnice Federalnej ETHZ w Zurychu w 1958. W 1959–1960 pracował w Szokholmie i w Paryżu, od 1961 własne biuro w Locarno, w 1962–1971 biuro z Luigim Snozzim, w 1971–1975 współpraca z Aureliem Galfettim, w 1995–2007 współpraca z Silvią Gmür w Locarno i w Bazylei.
W 1976 był profesorem zaproszonym ETHZ w Zurychu, a w 1982 profesorem zaproszonym Wydziału Architektury Politechniki w Mediolanie.
Od 1976 konferencje, seminaria i wykłady w licznych szkołach architektury na świecie, w tym w Polsce (Kraków 1992).
Wystawy indywidualne: 1987 Konwent Teatynów – Vicenza, 1992 Muzeum Architektury – Bazylea, Muzeum Vela – Ligornetto, 1993 ETHZ – Zurych, Spichlerz – Berno, Szkoła Inżynierska – Genewa, 1994 Studio Dabbeni – Lugano, 1997 Galeria A.A.M. – Mediolan, Instytut Architektury – Wenecja, Kościół św. Marka – Marostica, 1998 Muzeum Architektury – Ferrara.
Wystawy wspólne: 1990 Muzeum Architektury Fińskiej – Helsinki (Galfetti, Snozzi, Vacchini), 1992 Galeria Expo WAPK – Kraków (Snozzi, Vacchini), 1995–1996 Muzeum Sztuk Pięknych – Caracas (Botta, Galfetti, Snozzi, Vacchini), 1996 Narodowe Muzeum Architektury – Meksyk (Botta, Galfetti, Snozzi, Vacchini), Narodowe Muzeum Sztuk Pięknych – Buenos Aires (Botta, Galfetti, Snozzi, Vacchini), 2002 Fundacja Cassamarca – Treviso (Luigi Snozzi, Silvia Gmür & Livio Vacchini).
Był członkiem:
- SIA – Szwajcarskiego Stowarzyszenia Inżynierów i Architektów w Zurychu
- BSA / FAS – Szwajcarskiej Federacji Architektów w Bazylei

## Realizacje
- 1961–1962 Dom mieszkalny Tognola, Minusio
- 1961–1962 Dom jednorodzinny Beheim, Locarno-Solduno
- 1961–1962 Dom jednorodzinny Lehmann, Locarno-Mondacce
- 1961–1967 Budynek banku UBS z Luigim Snozzim, Ascona
- 1962–1965 Zespół mieszkaniowy z Luigim Snozzim, Locarno
- 1962–1968 Plan centrum Bellinzony z Luigim Snozzim i Titą Carlonim, Bellinzona
- 1963–1965 Domy szeregowe Taglio z Luigim Snozzim, Orselina
- 1964–1965 Sklep z biurami „La Colombaia” z Luigim Snozzim, Bellinzona
- 1964–1965 Budynek „Palazzo Fabrizia” z Luigim Snozzim, Bellinzona
- 1965–1966 Dom jednorodzinny Snider z Luigim Snozzim, Verscio
- 1965–1966 Budynek mieszkalny w Locarno-Saleggi, Locarno
- 1967–1970 Budynak mieszkalny z Luigim Snozzim, Monte Carasso
- 1968–1969 Dom architekta, Via Aerodromo, Ascona
- 1969–1970 Przebudowa hotelu Monte Verita, Ascona
- 1970–1979 Gminne szkoły podstawowe „ai Saleggi”, Locarno
- 1971 Pierwszy Międzynarodowy Festiwal Filmu, Piazza Grande, Locarno
- 1972–1975 Szkoła średnia z Aureliem Galfettim, Losone
- 1972–1976 Plan centrum Locarno z Luigim Snozzim i Titą Carlonim, Locarno
- 1974–1975 i 2000 budynek administracyjno-komercyjny Palazzo Macconi, Lugano
- 1978–1984 Szkoła podstawowa Collina d’Oro, Montagnola
- 1981–1998 Przebudowa placu Piazza del Sole, Bellinzona
- 1982–1983 Budynek mieszkalny z Mariem Piattim, Dietikon
- 1982–1987 Szatnia dla kąpieliska (Lido) z Aureliem Galfettim, Ascona
- 1983–1985 Dom jednorodzinny Fumagalli, Ascona
- 1983–1984 Stacja Shell z Aureliem Galfettim i Claudiem Pellegrinim, Bellinzona
- 1984–1985 Arkada handlowa Ramogna z Piero Casettą, Locarno
- 1984–1986 Budynek mieszkalno-administracyjny z Mariem Piattim, Dietikon
- 1984–1985 Biuro architekta (Studio Vacchini), Locarno
- 1984–1985 Dom wakacyjny Rezzonico, Vogorno
- 1989–1998 Centrum usługowe, Locarno
- 1990–1995 Budynek Poczty Głównej, Locarno
- 1990–1997 Sala wielofunkcyjna, Losone
- 1991–1992 Dom architekta, Costa Tenero
- 1992–1993 Budynek mieszkalno-komercyjny rue Albert, Paryż
- 1993–1996 Szkoła Architektury, Nancy
- 1995 Centrala grzewcza Morettina, Locarno
- 1995 Dom wielorodzinny Aurora, Lugano
- 1995–1998 Domy jednorodzinne „Trzy Panny” z Silvią Gmür, Beinwill
- 1995–1998 Ristrutturazione e ampliamento z Silvią Gmür, Bazylea
- 1995–1998 Szpital kantonalny z Silvią Gmür, Bazylea
- 1997–1998 Tesyński Bank Kantonalny, Brissago
- 2002–2003 Szpital kantonalny – klinika 1 West z Silvią Gmür, Bazylea
- 2003–2004 Budynek administracyjny La Fiera, Locarno